# Joel Kim Booster
Joel Alexander Kim Booster (nascido Kim Joonmin [김준민]; 29 de fevereiro de 1988) é um ator, comediante, produtor e escritor americano. Ele co-produziu e escreveu para Big Mouth e The Other Two e como ator apareceu em Shrill, Search Party e Sunnyside. Em 2022, ele escreveu, produziu e estrelou a comédia romântica do Hulu Fire Island, uma adaptação moderna de Orgulho e Preconceito com um elenco principal de atores asiático-americanos.

## Vida pessoal e precoce
Nascido Kim Joonmin na Ilha de Jeju, Coreia do Sul, Booster foi adotado por um casal americano quando era criança. Ele foi criado em Plainfield, Illinois, em uma "família cristã evangélica conservadora, branca" e inicialmente foi educado em casa. Ele foi para uma escola pública pela primeira vez quando tinha 16 anos, o que ele descreveu como "sua primeira vez perto de pessoas não religiosas". Ele estudou teatro na Universidade Millikin para obter seu bacharelado. Ele é membro dos Socialistas Democráticos da América.
Booster é gay e costuma falar sobre sua sexualidade em seu stand-up. Ele explicou que sabia que era gay desde a infância ("antes de saber que era asiático"), mas manteve isso em segredo. Durante seu último ano do ensino médio, seus pais descobriram sua orientação lendo seu diário, onde ele descrevia seus encontros sexuais com outros meninos. Booster se mudou e começou a praticar couchsurf até ficar com um amigo da família. Em 21 de julho de 2020, Booster compartilhou publicamente que tem transtorno bipolar.
Em 1º de setembro de 2024, Booster anunciou no X (antigo Twitter) seu noivado com John-Michael Sudsina na Coreia do Sul.

## Carreira
Morando em Chicago, Booster conseguiu um emprego como redator e começou a atuar no teatro e a escrever piadas depois do trabalho. Sua carreira stand-up começou de uma forma não convencional, abrindo peças na cena teatral de Chicago. Ele se mudou para Nova Iorque em 2014 para seguir carreira na comédia. Ele se apresentou em Conan em 2016. Ele então apareceu em seu próprio especial Comedy Central Stand-Up Presents em 2017. Booster também escreveu para os programas Billy on the Street, Big Mouth e The Other Two.
Em 3 de novembro de 2018, ele lançou seu primeiro álbum stand-up, Model Minority. O material cobre o racismo na comunidade gay, o crescimento asiático em uma comunidade branca e sua própria não adesão aos estereótipos sobre os asiático-americanos.
Booster atuou com Susan Sarandon no filme original do YouTube Viper Club; em The Week Of da Netflix, e em Shrill, do Hulu, estrelado por Aidy Bryant. Ele co-estrelou como Jun Ho na série de comédia da NBC Sunnyside, que durou uma temporada. Em 2019, ele co-apresentou uma série digital chamada Unsend com Patti Harrison no Comedy Central. Ele é um palestrante regular em Wait Wait... Don't Tell Me! na NPR. Em 2019, ele iniciou o podcast Urgent Care com Joel Kim Booster + Mitra Jouhari com a comediante Mitra Jouhari sob Earwolf. Booster apareceu no episódio de 8 de dezembro de 2020 do The George Lucas Talk Show com a convidada Eliza Skinner.
Booster escreveu e estrelou a comédia romântica Fire Island de 2022, transmitida pelo Hulu e inspirada em Orgulho e Preconceito. É um dos poucos filmes gays convencionais com um elenco predominantemente asiático-americano e co-estrelado por Margaret Cho, Bowen Yang e Conrad Ricamora. O filme teve recepção positiva e foi conhecido por sua cinematografia, fidelidade a Orgulho e Preconceito e representação de uma amizade amorosa entre Howie e Noah (interpretado por Yang e Booster).
Em 2022, lançou um especial stand-up na Netflix chamado Joel Kim Booster: Psychosexual. Abbey White, do The Hollywood Reporter descreveu o especial positivamente: "... Psicossexual oferece uma desconstrução e reconstrução hilariamente mordaz da identidade de Booster no palco; um repúdio não apenas a si mesmo como representante ou “modelo” para suas várias comunidades, mas uma afirmação que, como comediante, seu único trabalho é contar piadas - independentemente de isso falar a alguma comunidade."

## Elogios
Booster foi chamado de Comic to Watch pela Variety e um dos 20 comediantes do Vulture que você deveria e conhecerá, e foi nomeado 30 Under 30 da Forbes em Hollywood & Entertainment.

## Discografia
- 2018: Model Minority[5]

## Filmografia

### Televisão
| Ano           | Título                                 | Personagem                                              | Notas                                   |
| ------------- | -------------------------------------- | ------------------------------------------------------- | --------------------------------------- |
| 2013–2014     | Kam Kardashian                         | Joel                                                    | Websérie; também escritor               |
| 2013–2014     | Funemployed                            | Charlie / Dançarino reserva                             | Websérie                                |
| 2016          | Conan                                  | Ele mesmo                                               | Conjunto de stand-up                    |
| 2017          | Comedy Central Stand-Up Presents       | Ele mesmo                                               | Stand-up                                |
| 2018          | Comedy Central's Thank You, Goodnight! | Ele mesmo                                               |                                         |
| 2019          | The Other Two                          | —                                                       | Escritor e produtor                     |
| 2019          | You're Not a Monster                   | Fantasma da Ópera                                       | Voz                                     |
| 2019          | BoJack Horseman                        | Ex-namorado de Maude                                    | Voz, episódio: "The Face of Depression" |
| 2019          | Sunnyside                              | Jun Ho                                                  |                                         |
| 2019–2020     | Shrill                                 | Tony                                                    | Papel recorrente                        |
| 2019–2023     | Big Mouth                              | Charles Lu                                              | Voz, papel recorrente; também produtor  |
| 2020          | Search Party                           | Peter                                                   |                                         |
| 2021          | iCarly                                 | Alexavier                                               |                                         |
| 2021          | Bob's Burgers                          | Coach de vida Dane                                      | Voz, episódio: "The Pumpkinening"       |
| 2021          | Curb Your Enthusiasm                   | Executivo #1 da Hulu                                    |                                         |
| 2021          | Santa Inc.                             | Jingle Jim                                              | Voz                                     |
| 2022          | American Dad!                          | Geric, filho de Gold Top Nuts, funcionário de mercearia | Voz, 2 episódios                        |
| 2022          | Joel Kim Booster: Psychosexual         | Ele mesmo                                               | Stand-up                                |
| 2022–presente | Loot                                   | Nicholas                                                | Papel principal; também escritor        |
| 2022          | Stand Out: An LGBTQ + Celebration      | Ele mesmo                                               | Conjunto de stand-up                    |
| 2022          | Celebrity Jeopardy!                    | Ele mesmo                                               | Concorrente                             |
| 2022          | The Great American Baking Show         | Ele mesmo                                               | Concorrente                             |
| 2023          | Glamorous                              | Cliff                                                   |                                         |
| 2023          | Is It Cake?                            | Ele mesmo / Juiz                                        | Episódio: "That 90's Cake"              |
| 2024          | RuPaul's Drag Race                     | Ele mesmo / Juiz                                        | Episódio: "Corporate Queens"            |

### Cinema
| Ano  | Título                       | Personagem                   | Notas                                |
| ---- | ---------------------------- | ---------------------------- | ------------------------------------ |
| 2018 | The Week Of                  | Atendente de Companhia Aérea |                                      |
| 2018 | Viper Club                   | Robbie                       |                                      |
| 2022 | Unplugging                   | Phil                         |                                      |
| 2022 | Fire Island                  | Noah                         | Também escritor e produtor executivo |
| 2023 | Urkel Saves Santa: the Movie | Clerk Gary (voz)             | Direto para vídeo                    |

## Prêmios e indicações
| Ano  | Associações                       | Nomeações   | Categoria                                                 | Resultado |
| ---- | --------------------------------- | ----------- | --------------------------------------------------------- | --------- |
| 2022 | Dorian Awards                     | N/A         | Wilde Wit Award                                           | Indicado  |
| 2022 | Gotham Independent Film Awards    | Fire Island | Tributo ao Elenco                                         | Venceram  |
| 2023 | GLAAD Media Awards                | Fire Island | Melhor Filme – Streaming ou TV                            | Venceu    |
| 2023 | Independent Spirit Awards         | Fire Island | Melhor Primeiro Roteiro                                   | Indicado  |
| 2023 | Producers Guild of America Awards | Fire Island | Melhor Produtor de Filmes Transmitidos ou Televisionados  | Indicado  |
| 2023 | Primetime Emmy Awards             | Fire Island | Melhor Telefilme                                          | Indicado  |
| 2023 | Primetime Emmy Awards             | Fire Island | Melhor Roteiro em Série Limitada, Antológica ou Telefilme | Indicado  |